# Thunder Bay Chill
Thunder Bay Chill é uma agremiação esportiva da cidade de Thunder Bay, Ontário, Canadá. Apesar de ser uma equipe canadense atualmente disputa a USL League Two a quarta divisão no Sistema de ligas de futebol dos Estados Unidos.

## História
O Thunder Bay Chill foi fundado em 2000 Tony Colistro com o objetivo de levar a Thunder Bay o futebol de alta qualidade. Ainda no ano de 2000 a equipe estreia na PDL, ficando em último da Divisão Heartland e sendo eliminado na primeira fase.
Em 2008 a equipe se sagra campeã da Premier Development League ao vencer nos pênaltis o Laredo Heat na final. A partida ocorreu em Laredo, Texas no dia 9 de agosto de 2008.
Em 2010 a equipe volta a disputar a final, porém é derrotada pelo Portland Timbers U-23. Em 2013 é derrotado novamente na final pelo Austin Aztex. Em 2017 consegue chegar a final, mas pela terceira vez é derrotado e fica com o vice-campeonato, perdendo dessa vez para o Charlotte Eagles.